# Анахајм дакси
Анахајм дакси (енгл. Anaheim Ducks) су амерички хокејашки клуб из Анахајма. Клуб утакмице као домаћин игра у Хонда центру капацитета 17.174 места. Такмиче се у Националној хокејашкој лиги (НХЛ).

## Историја
Клуб је основан 1993. под називом Анахајм мајти дакси (енгл. Anaheim Mighty Ducks). Клуб је име добио по дизнијевом јунаку Паји Патку (енгл. Donald Duck), будући да је био у власништву Компаније Волт Дизни.
Компанија је 2005. за 75.000.000 долара клуб продала Сузани и Хенрију Самјуелу, да би 22. јуна 2006. клуб променио име у Анахајам дакс.
Такмичи се у Пацифик дивизији Западне конференције. Боја клуба је црна, златна и наранџаста.
До сада су освојили један Стенли куп, и то у сезони 2006/07. У финалу су савладали Отава сенаторсе резултатом 4:1 у победама.
Два пута су били шампиони Западне конференције (у сезонама 2002/03. и 2006/07), а шест пута су освојили Пацифик дивизију (у сезонама 2006/07, 2012/13-2016/17).

## Трофеји
- Национална хокејашка лига (НХЛ):
  - Првак (1) : 2006/07.

- Западна конференција:
  - Првак (2) : 2002/03, 2006/07

- Пацифик дивизија:
  - Првак (6) : 2006/07, 2012/13, 2013/14, 2014/15, 2015/16, 2016/17